# Servili Estructe
Els Servili Estructe (en llatí: Structus) foren una branca de la gens Servília. No se sap la relació que tenien entre ells, ni tampoc la que tenien amb els Ahala, els Priscs i els Fidenats, però sovint aquests cognoms apareixen confosos dins la mateixa gens, probablement perquè devien ser membres de la mateixa família. Personatges destacats van ser:
- Publi Servili Prisc Estructe, cònsol de Roma el 495 aC.
- Quint Servili Prisc Estructe, mestre de la cavalleria el 494 aC.
- Gai Servili Estructe Ahala, cònsol el 478 aC.
- Espuri Servili Estructe, cònsol el 476 aC.
- Quint Servili Estructe Prisc, cònsol el 468 i 466 aC.
- Gai Servili Estructe Ahala, cònsol el 427 aC.
- Gai Servili Estructe Axil·la, tribú amb potestat consular els anys 419, 418 i 417 aC, segurament el mateix personatge que l'anterior.

A més, Smith també atribueix el cognom Estructe als següents personatges:
- Gai Servili Ahala, mestre de la cavalleria el 439 aC.
- Gai Servili Ahala, tribú consular els anys 408, 407 i 402 aC.
- Quint Servili Prisc Fidenat, dictador els anys 435 i 418 aC.
- Publi Servili Prisc, cònsol el 463 aC.